# Anastrophe
L'anastrophe (ἀναστροφή, anastrophē, signifiant : « retournement, renversement ») est une figure de style, dite de « construction », qui consiste en une inversion de l'ordre habituel des mots d'un énoncé pour créer un effet de langue raffiné. Par exemple, l'expression latine « muros intra » (au lieu de « intra muros ») constitue une anastrophe.

## Nature et définition
L'hyperbate est souvent employée de manière synonymique à l'anastrophe, mais cette dernière est surtout, selon Bernard Dupriez, une « variété de l'inversion ». Contrairement à l'inversion, l'anastrophe porte sur un syntagme entier. Elle inverse donc l'ordre syntaxique des mots dans une phrase et concerne particulièrement des expressions de la langue. Ainsi dire « Excepté lui » au lieu de « Lui excepté » est considéré comme une anastrophe. L'anastrophe est courante dans la langue orale : « Jamais cela ne fonctionnera » au lieu de « cela ne fonctionnera jamais ». On parle en effet d'anastrophe pour des phrases de la langue courante dont le renversement de l'ordre des mots est courant. « Me voici » en est un exemple, le complément d'objet étant inversé par rapport à sa position habituelle dans une phrase.

## Usage stylistique
Raymond Queneau utilise dans Exercices de style une anastrophe lorsqu'il énonce : « Jour un midi vers » (au lieu de « Un jour vers midi »). Elle permet de créer une rupture syntaxique qui est destinée à attirer l'attention sur une phrase ou une expression. Elle est en effet très utilisée en poésie pour des raisons de rythme, de rime, de mètre et d'effets vocaliques.
L'anastrophe n'est toutefois possible en français que dans certaines expressions figées, sans quoi le propos devient obscur et agrammatical. Ces expressions figées peuvent être, par exemple, « Sans lien aucun », « Qui plus est », etc.. Des qualifiants peuvent également être l'objet d'une manipulation anastrophique, tels des adjectifs ou des adverbes, comme : « Plus encore », « Pas même ». L'usage restreint les possibilités d'anastrophe du nom et de l'adjectif cependant.
L'effet recherché est la mise en valeur du syntagme manipulé, surtout en prose. Elle permet en effet une postposition, lorsque la préposition suit le nom et en particulier dans les langues classiques, par exemple dans l'expression « docteur honoris causa ». Ainsi, dans « À la claire fontaine je me suis baigné », l'anastrophe met en emphase le complément circonstanciel de lieu (« la claire fontaine »). Le second effet est l'impression que le syntagme déplacé a été ajouté au dernier moment ; ce dernier critère permet de distinguer, selon Jean-Jacques Robrieux, l'anastrophe de l'hyperbate. Pour Henri Suhamy, l'anastrophe permet une symétrie appropriée à constituer des effets de miroirs. Il cite ces vers d'Yves Bonnefoy comme exemple :
Close la bouche et lavé le visage,

Purifié le corps, enseveli

ce destin...
— Yves Bonnefoy, Du mouvement et de l'immobilité de Douve, « Vrai corps »

## Identification
L'anastrophe est difficile à identifier ; elle peut en effet être prise pour une ellipse rhétorique. Ainsi, dans : « Notre âme blessée de la honte du péché se cramponne à nous toujours plus, femme cramponnée à son amant, plus, toujours. » Elle est souvent confondue avec l'hyperbate ou avec l'hystéron-protéron, qui implique, au contraire de l'anastrophe, un changement d'ordre chronologique, en plus du changement de position syntaxique.

## Usages littéraires et culturels
La poésie grecque et latine a recours à l'anastrophe, comme dans ce vers initial de L'Énéide de Virgile :
Arma virumque cano, Troiæ qui primus ab oris
— Virgile, Énéide, Chant I, vers 1
Joachim Du Bellay en fait l'une de ses figures de style préférées, notamment dans L'Olive. Chez lui « le poétique se confond avec l'exceptionnel syntaxique ».
Le théâtre emploie également de nombreuses anastrophes : « D'amour vos beaux yeux, Marquise, mourir me font. » (Molière, Le Bourgeois gentilhomme).
La poésie moderne en fait un usage abondant car elle rompt la composition canonique de la phrase et permet des effets de sens improbables :
Étroits sont les vaisseaux, étroite notre couche.

Immense l’étendue des eaux, plus vaste notre empire

Aux chambres closes du désir.
— Saint-John Perse, Amers, « Strophe »
Le personnage de fiction Yoda, appartenant à l'univers de Star Wars, s'exprime de manière anastrophique.

### Figures proches
| Figure mère | Figure fille     |
| ----------- | ---------------- |
| Inversion   | Hystéro-protéron |

| Antonyme | Paronyme | Synonyme  |
| -------- | -------- | --------- |
|          |          | Hyperbate |